# 公民实验室
公民实验室（英語：Citizen Lab）是位于加拿大多伦多大学的蒙克国际研究中心的一个跨学科实验室。 由罗纳德·迪伯特教授创办和管理，研究影响互联网开放和安全或威胁人权的信息管制，比如計算機與網絡的監視和内容过滤。公民实验室与世界各地的研究中心、组织和个人合作，采用 "混合方法"，将计算机生成的问卷、数据挖掘和分析、密集的田野调查、社会科学和政策分析方法相结合。

## 历史
公民实验室是开放网络促进会（2002-2013）和信息战监测器（2002-2012）项目的创始合作伙伴。该组织还开发了赛风审查规避软件的原始设计，该软件于 2008 年从实验室剥离出来，成为一家加拿大私营公司（Psiphon, Inc.）。
在2009年的一份题为“追踪鬼网”的报告中，研究人员发现了一个疑似网络间谍网络，该网络在 2007 年至 2009 年期间感染了103个国家的1295多台主机，其中很大一部分是高价值目标，包括外交部、大使馆、国际组织、新闻媒体和非政府组织。这项研究是最早揭露针对全球公民社会和政府系统的网络间谍网络的公开报告之一。
在2010年的《云中的阴影》报告中，研究人员记录了一个复杂的网络间谍生态系统，该系统系统地入侵了印度的政府、企业、学术和其他计算机网络系统，以及达赖喇嘛办公室、联合国和其他几个国家的网络系统。
在2016年8月发表的《百万美元异见人士》报告中，研究人员发现，阿联酋五人组之一、阿联酋人权捍卫者艾哈迈德·曼苏尔遭到了以色列网络情报公司NSO 集团开发的飞马软件的攻击。在报告发布之前，研究人员联系了苹果公司，后者发布了一个安全更新，修补了间谍软件运营商利用的漏洞。 曼苏尔在一年后被监禁，截至2021年，他仍在狱中。
研究人员在2018年10月报告称，NSO集团的监控软件被用于监视贾马尔·卡舒吉的“核心圈子”，就在他被谋杀之前，“他们反过来也成为了国际秘密特工的目标”。公民实验室10月份的一份报告显示，NSO的“标志性间谍软件”在几个月前被安装在卡舒吉的密友、沙特异见人士奥马尔·阿卜杜拉齐兹的iPhone上。阿卜杜拉齐兹说，沙特阿拉伯间谍利用这款黑客软件揭露了卡舒吉对“沙特王室的私人批评”。他说，这“在他的被害事件中起了主要作用”。
根据2019年1月24日美联社的报道，公民实验室的研究人员因其对NSO 集团的研究而“被国际秘密特工盯上”。
2019年1月，公民实验室邀请美联社帮助揭露一起由黑立方公司针对公民实验室记者的秘密间谍行动。 罗南·法罗通过采访他的一位消息人士补充了这一报道，该消息人士参与了那次间谍事件以及其他事件。
2019年3月，《纽约时报》报道称，公民实验室一直是阿联酋承包商DarkMatter Group的目标。
2020年至2022年，一项针对全球记者、政治家和人权活动人士使用飞马间谍软件的重大国际调查依赖于公民实验室和国际特赦组织安全实验室的技术支持。
2021年，公民实验室与国际特赦组织安全实验室一起分析了前线卫士关于六名巴勒斯坦人权捍卫者（其中两人拥有双重国籍：一名法国籍，一名美国籍）的设备遭到黑客攻击的报告，这些捍卫者为设在约旦河西岸的民间社会组织工作。四台被黑的设备使用了以色列SIM卡（NSO 集团声称这是不允许的）。
2023年，公民实验室首次在战争环境中发现了NSO 集团的黑客工具飞马的证据，以及在一项墨西哥人权调查的主要调查员的设备中也发现了该软件。

## 研究领域

### 网络攻击
2021年9月，公民实验室联合纽约 Stony Brook、加州伯克利等研究机构的研究员建立监视中国大陆防火长城的注入伪造DNS回复行为的平台GFWatch，该平台不仅统计受影响的域名，也记录防火长城注入包的特征，如伪造的IP地址。

### 互联网审查
| 严重 中等 轻微 | 很少或没有 未分类 |

各国互联网审查和监视 (2018)
严重
中等
轻微
很少或没有
未分类
来源：自由之家， 开放网络促进会， (Note: 由于对法律问题的担忧，开放网络促进会没有测量对儿童色情的过滤，而且他们的分类专注于技术过滤，没有包括其他类型的过滤。) 无国界记者。

开放网络促进会调查了74个国家的互联网审查，发现其中42个（同时包括威权和民主政体）实施了某些程度的过滤。
公民实验室的子项目互联网审查实验室（ICLab）关注开发新的系统和方法来测量互联网审查，它继续了开放网络促进会的调查，和石溪大学计算机科学部的Phillipa Gill教授的团队、Nick Feamster教授的Network Operations和普林斯顿大学的互联网安全团队协力完成。。

### 应用层的信息控制
2020年5月7日，公民实验室发表报告，揭露微信的自我审查行为方式，并指出海外和中国国内的微信账号存在审查的差异。
2022年北京冬奥会前夕，公民实验室发表对主办方推荐的智能手机应用程序“冬奥通”（英文名称 My2022）的安全分析，指出其存在安全漏洞，收集过多信息，关键词审查问题，并公布了其内置的屏蔽词列表。

## 评价
公民实验室因其工作赢得了许多奖项。 它是第一个赢得麦克阿瑟基金会麦克阿瑟创新和实用机构奖的加拿大机构 (2014年)，也是唯一获得谷歌执行主席埃里克·施密特的“新数字时代”资助的加拿大机构（2014年）。过去的奖项包括电子前哨基金会先锋奖（2015年）、加拿大图书馆协会的加拿大知识自由促进奖(2013年)、加拿大世界新闻自由委员会的新闻自由奖（2011年） 以及加拿大自由表达记者的Vox Libera Award (2010年)。